# NGC 6873
NGC 6873 في الفهرس العام الجديد، هي مجرة، تقع في كوكبة السهم. اكتشفت في 1825 بواسطة فريدريك جورج ويهيلم فون ستروف.

## روابط خارجية
- NGC 6873 على موقع ويكي سكاي: DSS2, SDSS, GALEX, IRAS, Hydrogen α, X-Ray, Astrophoto, Sky Map, Articles and images